# Bodufushi (Raa-atol)
Bodufushi is een van de onbewoonde eilanden van het Raa-atol behorende tot de Maldiven.